# Короткоголові
Короткоголові (Brachycephalidae) — родина земноводних підряду Neobatrachia ряду Безхвості. Має 2 роди та 52 види. Викопні короткоголові жаби мешкали 25 млн року тому.

## Опис
Загальна довжина представників цієї родини коливається від 1 до 5,4 см. Спостерігається статевий диморфізм: самиці дещо більші за самців. Відрізняється дуже короткою головою, яка менше за тулуб. Звідси походить назва цих земноводних. У низки видів на спині розташовується кісткова пластинка. Загалом шкіра гладенька. Низка видів містить отруту. У забарвлені переважає жовтий, помаранчевий, червонуватий колір з різними відтінками, а також з темними або білуватими крапочками чи смужками. За забарвленням частково нагадують райок.

## Спосіб життя
Полюбляють вологі тропічні ліси. Зустрічаються неподалік від водойм. Активні вдень. Живляться безхребетними.
Це яйцекладні амфібії. Розвиток відбувається виключно у яйці, при цьому відсутня личинкова стадія.

## Розповсюдження
Короткоголові поширені у Бразилії та Аргентині.

## Роди
- Brachycephalus
- Ischnocnema